# تاکسی مرگبار
تاکسی مرگبار (انگلیسی: The Fatal Taxicab) که در برخی منابع با نام تاکسی باوفا (انگلیسی: The Faithful Taxicab) هم شناخته شده، یک فیلم کوتاه کمدی به کارگردانی مک سنت است که در سال ۱۹۱۳ منتشر شد.

## گزیدهٔ بازیگران
- راسکو آرباکل
- میبل نورماند
- فورد استرلینگ